# Dodge Caliber
Dodge Caliber — компактний автомобіль виробництва Dodge корпорації Chrysler, що вироблявся з 2007 по 2012 рік включно.

## Опис

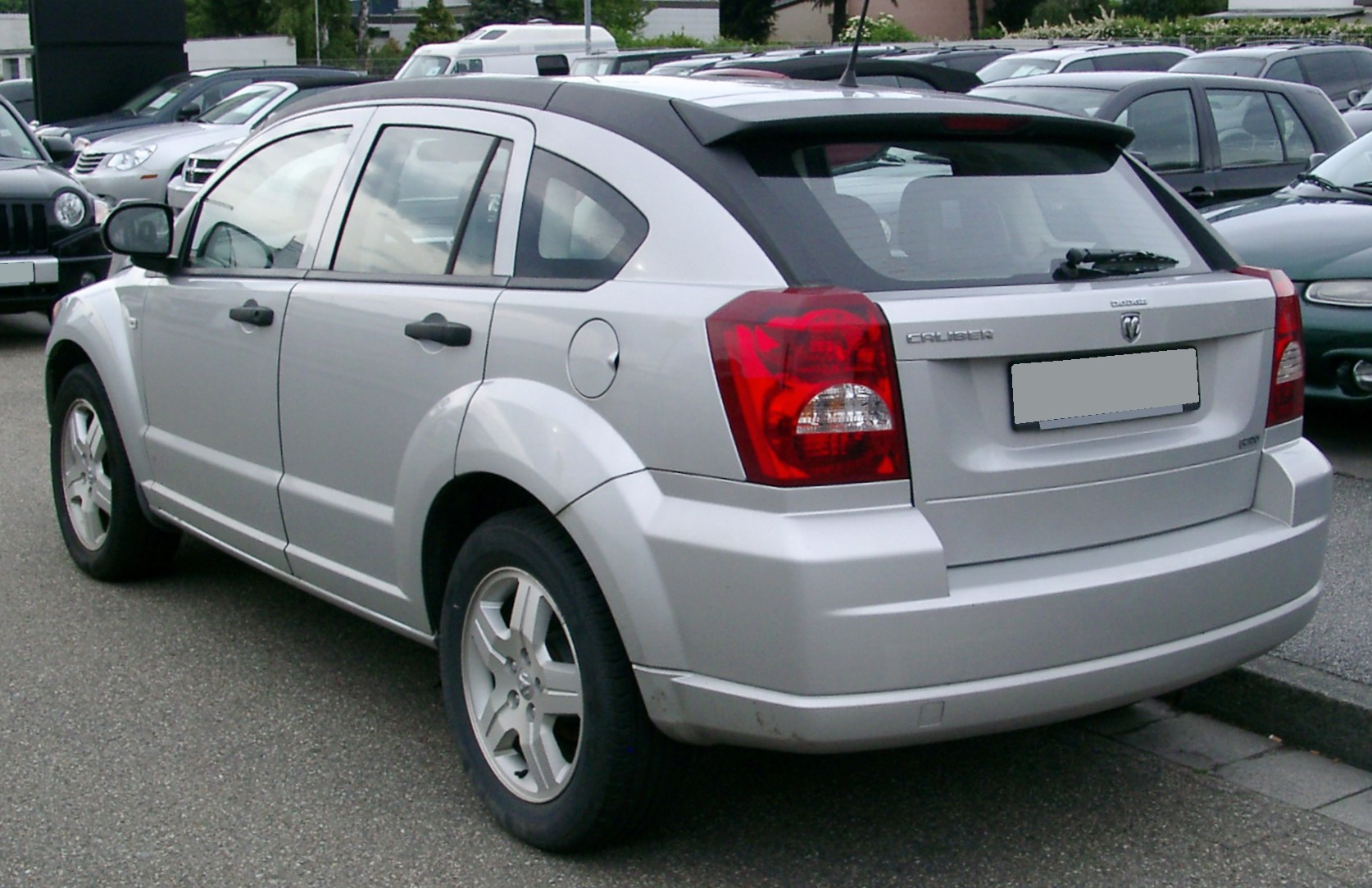
Dodge Caliber

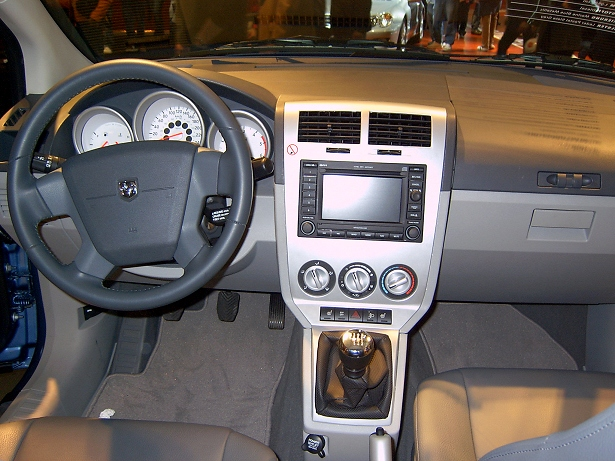
2007-2010

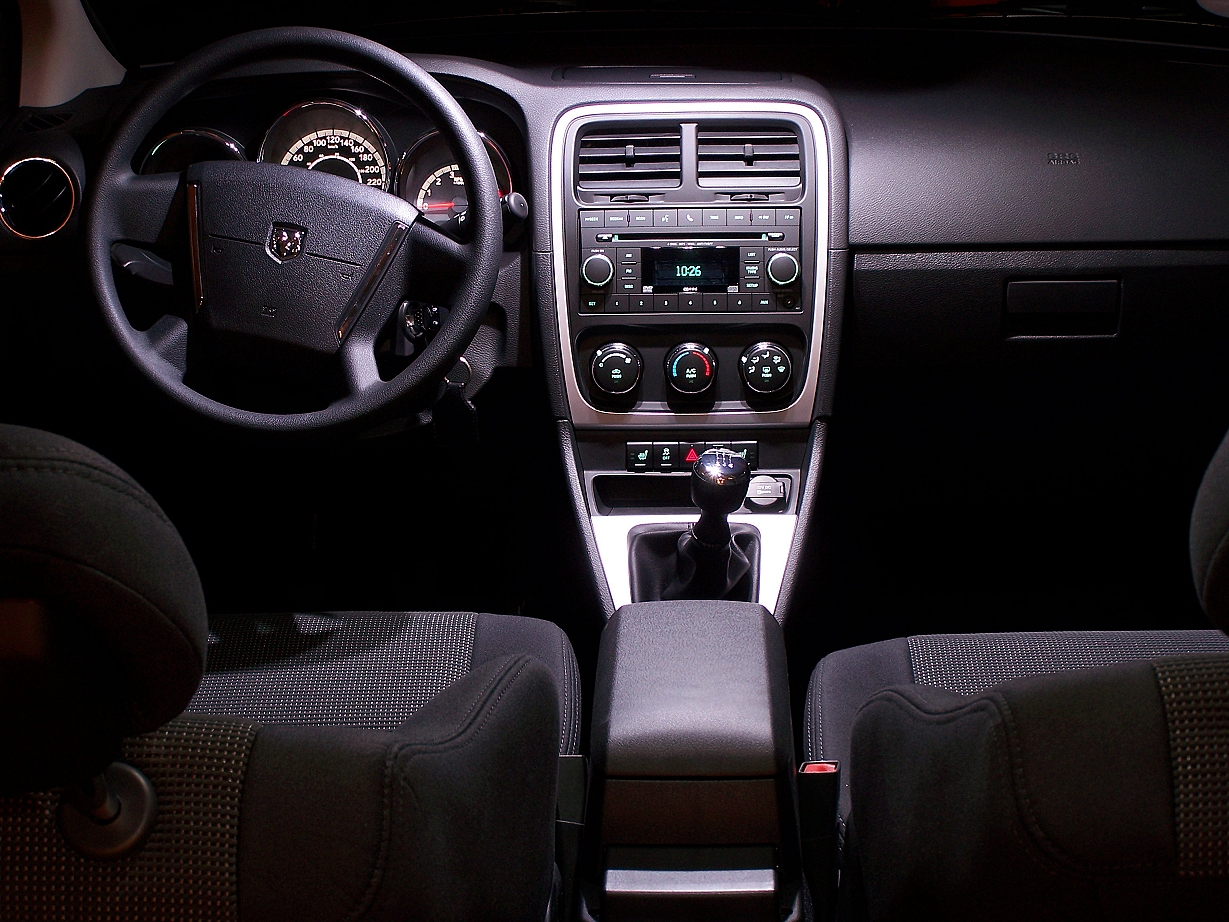
2010-2012

Автомобіль прийшов на зміну Neon, і надійшов у продаж в березні 2006 року. Калібр має кузов типу п'ятидверний хетчбек, хоча його громіздкий зовнішній вигляд, іноді розглядається як універсал і кросовер. Автомобіль вважається найменшим з найменш дорогих автомобілів цієї марки.
Концепт-кар Калібр був представлений в 2005 році на автосалоні в Женеві і включав елементи стилю великих автомобілів Dodge, такі, як перехрестя решітки радіатора, грубі кути боковин і широкі крила. Дослідна версія дебютувала 10 січня 2006 року на Північноамериканському міжнародному автосалоні. Після успіху Caliber в Північній Америці в 2007 році, вона стала першою моделлю Dodge, яка продавалася на європейських і австралійських ринках після припинення виробництва Dodge Colt в 1994 році.
В 2010 році модель модернізували. змінивши зовнішній вигляд і салон.
Вирбоництво Калібр було припинено 23 листопада 2011 року. З літа 2012 року, він замінюється на Dodge Dart.

## Двигуни
| Модель    | Hubraum   | Циліндри  | Потужність                     | Крутний момент      | КПП                                 | Примітки            | Роки виробництва |
| Бензинові | Бензинові | Бензинові | Бензинові                      | Бензинові           | Бензинові                           | Бензинові           | Бензинові        |
| --------- | --------- | --------- | ------------------------------ | ------------------- | ----------------------------------- | ------------------- | ---------------- |
| 1.8       | 1798 cm³  | R4        | 110 kW (150 к.с.) bei 6500/min | 168 Nm bei 5200/min | 5-Gang-Schaltgetriebe               |                     | 06/2006–01/2011  |
| 2.0       | 1998 cm³  | R4        | 115 kW (156 к.с.) bei 6300/min | 190 Nm bei 5100/min | 5-Gang-Schaltgetriebe/CVT-Automatik |                     | 06/2006–12/2010  |
| 2.4       | 2359 cm³  | R4        | 125 kW (170 к.с.) bei 6000/min | 220 Nm bei 4500/min | 5-Gang-Schaltgetriebe               |                     | 10/2006–01/2008  |
| 2.4 SRT-4 | 2359 cm³  | R4        | 217 kW (295 к.с.) bei 6400/min | 363 Nm bei 2000/min | 6-Gang-Schaltgetriebe               | з турбонаддувом     | 06/2006–12/2010  |
| Дизельні  |           |           |                                |                     |                                     |                     |                  |
| 2.0 CRD   | 1968 cm³  | R4        | 103 kW (140 к.с.) bei 4000/min | 310 Nm bei 1750/min | 6-Gang-Schaltgetriebe               | VW EA188            | 06/2006–12/2010  |
| 2.2 CRD   | 2143 cm³  | R4        | 120 kW (163 к.с.) bei 4200/min | 320 Nm bei 1400/min | 6-Gang-Schaltgetriebe               | Mercedes-Benz OM651 | 09/2010–05/2011  |

## Всього продаж в США
| Календарний рік | Автомобілів |
| --------------- | ----------- |
| 2007            | 101,079     |
| 2008            | 84,158      |
| 2009            | 36,098      |
| 2010            | 45,082      |
| 2011            | 35,049      |
| 2012            | 10,176      |